# هرولد هاوارد
هرولد هاوارد (انگلیسی: Harold Howard؛ زادهٔ ۱۹۵۸ میلادی) یک رزمی‌کار اهل کانادا است. وی به سبب تعدادی از جرائم به ۵ سال زندان محکوم شد.
وی رزمی کار ترکیبی در سازمان یواف‌سی بود که یک‌بار هم به مسابقهٔ فینال راه یافت.
از فیلم‌ها یا مجموعه‌های تلویزیونی که وی در آن‌ها نقش داشته است، می‌توان به آیا از تاریکی هراس دارید؟ اشاره نمود.